# Ал-Арабия
„Ал-Арабия“ (на арабски: العربية) е арабскоезичен новинарски телевизионен канал със седалище в Dubai Media City, Дубай в ОАЕ.
Каналът започва излъчване на 3 март 2003 г. Неговите първи собственици, вложили в проекта 300 милиона щатски долара, са „Middle East Broadcasting Center“ със седалище в ОАЕ – на ливанското семейство Харири, както и ред други инвеститори от Саудитска Арабия, Кувейт и страните от Персийския залив.
Целта на създадения „Ал-Арабия“ е била да стане конкурент на телевизионния канал „Ал Джазира“, който, по мнението на основателите на „Ал-Арабия“, прекалено явно симпатизира на радикални и екстремистки групировки.
Бидейки свободно излъчващ канал (FTA), „Ал-Арабия“ излъчва политически, икономически и спортни новини, ток-шоу и репортажи. Съгласно заявленията на представителите на телеканала, новините свързани с ислямския тероризъм, се предават с неутрална терминология и максимално обективно.

## „Ал-Арабия“ онлайн
През 2004 г. „Ал-Арабия“ пуска свой новинарски Интернет канал. Отначало информацията е само на арабски език, през 2007 г. е добавена англоезична версия, а през 2008 г. – версии на фарси и урду. Освен новинарски, „Ал Арабия“ създава и бизнес уеб сайт (на арабски език) за близкоизточния пазар.